# Corrido
Der Corrido ist ein literarisches und musikalisches Genre, das vor allem in der mexikanischen Mestizenkultur weit verbreitet ist. Es hat seine Ursprünge in den spanischen Romanzen des 15. Jahrhunderts.

## Geschichte

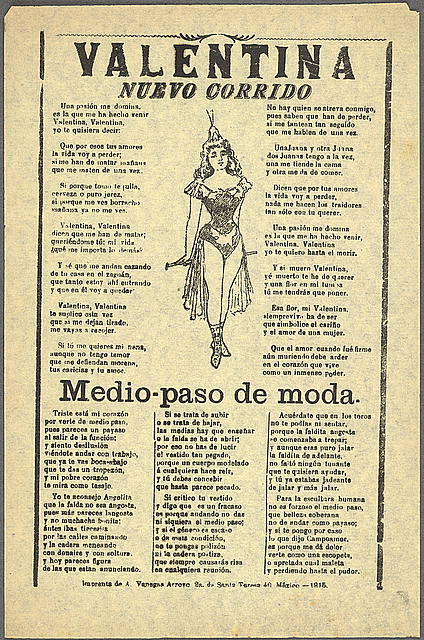
Textblatt eines Corridos von 1915

Ursprünglich war der Corrido eines der wichtigsten Mittel zur Informationsverbreitung in Mexiko: die sprachliche und musikalische Einfachheit des Corridos waren den Anforderungen der mündlichen Übertragung sehr gut angemessen. Nach dem Einzug der Massenmedien in die mexikanische Gesellschaft in der zweiten Hälfte des 20. Jahrhunderts hat sich aber die Funktion und damit der Corrido selbst grundlegend geändert.
Eine als Corridos oder Corridas bezeichnete alte Liedform im Flamenco stammt als Canción primitiva möglicherweise von den Romances Castellanos, den spanischen Romanzen des 15. Jahrhunderts ab.

## Stilistik

### Themen
Corridos spielen meist in der mexikanischen Unterschicht und handeln von einem berüchtigten Banditen oder Helden. Oft ist in die Handlung eine Liebesgeschichte eingeflochten. Das weit verbreitete Subgenre der Narcocorridos spielt im Drogenmilieu.

### Aufbau
Dem Prolog oder der Begrüßung des Publikums durch den Autor oder Sänger folgt die Erzählung der Anekdote.
Beendet wird der Corrido mit der „Moral der Geschichte“ und der Verabschiedung des Autors.

### Besetzung
Werden Corridos musikalisch ausgestaltet, so findet stets eine typisch mexikanische Besetzung statt, d. h., es gibt sie in den Stilen Norteña, Banda, Mariachi, Duranguense oder Tejano.

## Berühmte Corridos
- La Adelita
- La Cucaracha
- Valentín de la Sierra